# Jan Rietman
Jan Rietman (Doetinchem, 4 december 1952) is een Nederlands pianist en presentator van radio- en televisieprogramma's. Hij heeft gespeeld in groepen als Long Tall Ernie and the Shakers, bekend van de hit Big fat mama, en Unit Gloria. Later vormde hij de Jan Rietman Band.

## Loopbaan
In 1969 en 1970 speelde Rietman in de band Blue Stars en deed hij kort mee bij het Dynamic Organ Trio. In 1971 werd hij gevraagd als pianist voor de psychedelische band Moan. In eerste instantie ging Rietman hier niet op in – op aanraden van zijn moeder – maar later trad hij toch toe tot de band. Moan veranderde niet veel later in rock-'n-rollact Long Tall Ernie and the Shakers.
Vanaf 1973 bracht Rietman onder de naam The Killer verschillende boogiewoogie-singles en een LP uit. Bij het Loosdrecht Jazz Concours werd hij tweede. Ook zijn carrière bij Long Tall Ernie and the Shakers ging goed. Onder de naam Jumping Johnny, trad Jan Rietman op in Engeland en Duitsland.
In 1974 stapte Rietman over naar Unit Gloria waar eerder Robert Long en Bonnie St. Claire deel van hadden uitgemaakt. Er was even sprake van de oprichting van de Magix Box Band met Specs Hildebrand en later Ad Vandenberg, maar dat project kwam niet van de grond.
In 1975 bracht Rietman een laatste single onder zijn artiestennaam The Killer uit. Ook speelde hij piano in het nummer Het kleine café aan de haven van Vader Abraham. In 1976 werd hij lid van Rainbow Train, de band van Hans Vermeulen. Rietman speelde piano op de plaat van Nico Haak met het nummer Foxy Foxtrot (bron: Jan Rietman)
Rietman ging aan de slag bij omroepvereniging NCRV. Vanaf 1980 presenteerde hij bij de NCRV op zaterdagmiddag tussen 12:00 en 14:00 uur het radioprogramma Los Vast, eerst op Hilversum 3 en vanaf 7 december 1985 op Radio 3. Binnen dit programma had André van Duin een eigen programma: de Dik Voormekaar Show. Ook werkte Rietman mee aan de eerste LP van de meidengroep Luv'.
Van 1978 tot en met 1990 werd het programma Los Vast uitgezonden vanaf locatie. Concertzaal Ahoy Rotterdam raakte 15 keer uitverkocht. In 1985, 1986 en 1987 kwamen 60.000 bezoekers naar De Kuip in Rotterdam-Zuid. Met de Jan Rietman Band trad hij op in verschillende televisieprogramma's. In 1988 trad de Los Vast Band op als begeleidingsband van Anita Meyer. Medio 1990 stopte het radioprogramma Los Vast bij de NCRV op Radio 3. 
Ook heeft hij studio-opnames gedaan met de Eindhovense rock-'n-rollband Mac Taple.
Van 1994 presenteerde Rietman radioprogramma's voor Radio Noordzee. In 1995 bracht Rietman een soloalbum uit, Don't shoot the pianoplayer, dat boven verwachting goed verkocht (30.000 stuks). Hiervan verscheen de single Fast and Friendly.
Van 1994 tot en met 1998 verzorgde Rietman met zijn band de muziek in Ron Brandsteders programma Moppentoppers op de commerciële televisiezender RTL 4. Ook werkte hij mee aan televisieshows van komiek André van Duin, waarin hij de bijnaam 'Droplul' kreeg van Koos Grandioos, een van de alter ego's van Van Duin. In november 1998 verscheen het album The Circle of Love met instrumentale nummers.
In 1999 bracht Rietman met zijn Jan Rietman Band het album Heroes and Friends uit. Hierop staat onder andere een duet van Herman Brood en André van Duin. Ook artiesten als Guus Meeuwis, Henk Westbroek, Hans van Eijck, Jody Pijper, André Hazes, Bert Heerink, Anita Meyer en Gerard Joling werken mee aan dit album. Op het album staan nummers van onder andere Elvis Presley, The Righteous Brothers, Elton John, The Beatles en The Rolling Stones. Naast zijn andere werkzaamheden, werkte Jan Rietman aan een televisieprogramma waarin hij plaatsen bezoekt waar bekende nummers zijn ontstaan.
In 2000 werkte Rietman samen met Jody Pijper aan het album Het grote meezingfeest. Het album is een grote medley van bekende Nederlandse en buitenlandse nummers. In 2001 verliet Rietman Radio Nationaal.
In 2002 schreef Rietman het nummer At your service dat gezongen werd door Gerard Joling. Zelf speelt hij ook mee op de single. Het nummer is ontstaan naar aanleiding van de moord op de politicus Pim Fortuyn.
In 2012 richtte Rietman samen met Marga Bult en Jan Tuijp (ex-BZN) een nieuwe gelegenheidsband op; Rock & R'All Stars. Hierin zaten ook Dany Lademacher, drummer Ton op 't Hof, saxofonist Jan Kooper en gitarist Albert Deinum.
Rietman is nog steeds actief als muzikant voor diverse televisieprogramma's, zoals Het gevoel van... (1997-2005) en MAX PubQuiz (2019-heden).
Sinds 4 januari 2014 is Rietman elke zaterdagmorgen te beluisteren bij Omroep MAX op NPO Radio 5 van 06:00 tot 10:00 uur met Wekker-Wakker-Weekend!. Vanaf 3 november 2014 is Rietman aan het werk als creative director bij het online muziekplatform ON-Mix Music.

## Discografie

### Albums
| Album met eventuele hitnotering(en) in de Nederlandse Album Top 100 | Datum van verschijnen | Datum van binnenkomst | Hoogste positie | Aantal weken | Opmerkingen |
| ------------------------------------------------------------------- | --------------------- | --------------------- | --------------- | ------------ | ----------- |
| I got rhythm                                                        | 1973                  | -                     |                 |              |             |
| Don't shoot the pianoplayer                                         | 1995                  | 02-12-1995            | 39              | 22           |             |
| The circle of love                                                  | 1996                  | -                     |                 |              |             |
| Heroes and friends                                                  | 1999                  | -                     |                 |              |             |
| Het grote meezingfeest                                              | 2000                  | -                     |                 |              |             |
| Open boek                                                           | 2009                  | -                     |                 |              |             |

### Singles
| Single met eventuele hitnotering(en) in de Nederlandse Top 40 | Datum van verschijnen | Datum van binnenkomst | Hoogste positie | Aantal weken | Opmerkingen                                                                                         |
| ------------------------------------------------------------- | --------------------- | --------------------- | --------------- | ------------ | --------------------------------------------------------------------------------------------------- |
| Killer's boogie                                               | 1973                  | -                     |                 |              | |
| Rockin' mood                                                  | 1973                  | -                     |                 |              | |
| I go ape                                                      | 1973                  | -                     |                 |              | met Alan Macfarlane                                                                                 |
| Pretty woman                                                  | 1975                  | -                     |                 |              | |
| De soesa                                                      | 1979                  | -                     |                 |              | met Peter Koelewijn                                                                                 |
| Fast & friendly                                               | 1995                  | 16-12-1995            | tip2            | -            | Nr. 32 in de Mega Top 50                                                                            |
| Little Italy (The big apple)                                  | 1995                  | -                     |                 |              | |
| It's so easy (to drive Renault)                               | 1996                  | -                     |                 |              | |
| With love                                                     | 1996                  | -                     |                 |              | |
| One clear voice                                               | 1997                  | -                     |                 |              | |
| 634-5789                                                      | 1999                  | -                     |                 |              | als Heroes & Friends of Rock & Roll / met André van Duin & Herman Brood / Nr. 92 in de Mega Top 100 |
| You make me feel like dancing                                 | 1999                  | -                     |                 |              | |
| At your service                                               | 2002                  | 15-06-2002            | 23              | 2            | met Gerard Joling / Nr. 15 in de Mega Top 100                                                       |
| Ma ga niet weg                                                | 2009                  | -                     |                 |              | |

## Trivia
De bijnaam van Rietman is "De schrik van Doetinchem".